# Carol Bellamy

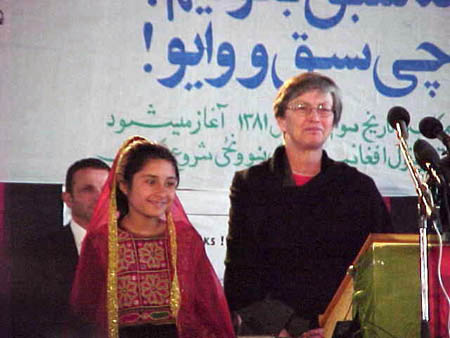
Carol Bellamy

Carol Bellamy (* 14. Januar 1942 in Plainfield, New Jersey) ist eine US-amerikanische Managerin und Politikerin.
Bellamy besuchte das private Gettysburg College in Pennsylvania, das sie 1963 abschloss. Von 1963 bis 1965 ging sie als Freiwillige des Friedenscorps nach Guatemala. Sie kehrte danach an die Ostküste zurück, um an der New York University ein Studium der Rechtswissenschaften zu absolvieren, das sie 1968 mit Diplom beendete. Danach trat sie der Kanzlei Cravath, Swaine and Moore in New York City bei, wo sie bis 1971 arbeitete.
Von 1973 bis 1977 war Bellamy Abgeordnete im Senat von New York. Von 1978 bis 1985 stand sie als Präsidentin dem Stadtrat von New York vor; in dieser Funktion folgte sie auf Paul O’Dwyer. Danach füllte sie Direktorenposten in der freien Wirtschaft aus (Morgan Stanley 1986–1990, Bear Stearns 1990–1993). Ihre Kandidatur als Schatzmeisterin der Stadt für die Demokraten 1990 war nicht erfolgreich.
1993 ernannte Präsident Bill Clinton sie zur Direktorin des Friedenscorps. Im Anschluss wurde sie 1995 von UN-Generalsekretär Boutros Boutros-Ghali mit dem Amt der Generaldirektorin der UNICEF betraut. Boutros-Ghalis Nachfolger Kofi Annan gewährte ihr 2000 eine zweite Amtszeit, die mit dem Jahr 2004 endete.
Seit 2005 sitzt Bellamy auf dem Direktorensessel der US-Bildungsorganisation World Learning. 2007 wurde sie in das Führungsgremium der NGO Fair Labor Association gewählt.

## Schriften
- Carol Bellamy, Jean Zermatten (Hrsg.): Realizing the rights of the child. rüffer & rub, Zürich 2007, ISBN 978-3-907625-34-7.